# René-Auguste Chouteau
René-Auguste Chouteau, né le 7 septembre 1749 à La Nouvelle-Orléans et mort le 24 février 1829 à Saint-Louis, est un Franco-Louisianais, riche négociant en fourrure et cofondateur de la ville de Saint-Louis, dans le futur État du Missouri, à l'époque de la Louisiane française.

## Biographie
René-Auguste Chouteau est né à La Nouvelle-Orléans le 7 septembre 1749. Sa mère Marie-Thérèse Bourgeois Chouteau, séparée de son mari, vit avec Pierre Laclède dont elle a 4 enfants.
Durant l'occupation de la Louisiane française par les forces militaires espagnoles, le commerce de peau est désorganisé, René-Auguste Chouteau étend ses activités, notamment dans la culture du chanvre.
Néanmoins, René-Auguste Chouteau fait fortune avec le commerce de la fourrure auprès des Amérindiens de la Nation Osages et des trappeurs franco-louisianais et canadiens-français qui troquent avec eux. Il devient le secrétaire de son beau-père Pierre Laclède et reprend ses affaires commerciales après la mort de celui-ci en 1778.
À 14 ans, il part de La Nouvelle-Orléans avec une expédition envoyée par la Compagnie des fourrures de la Louisiane, pour aller bâtir un comptoir sur les rives du Mississippi. Il est le lieutenant de l'expédition, sous les ordres de son beau-père Pierre Laclède, un des plus riches actionnaires de la compagnie, avec lequel il fonde la ville de Saint-Louis (Missouri).
Dans les années 1760 et au début des années 1770, Chouteau a probablement eu deux enfants, Jean-Baptiste et Alexis, avec des esclaves amérindiennes, Thérèse et Manon, appartenant à sa mère. Dans les années 1760 et 1770, il a pris au moins une femme parmi les Osages, une pratique courante chez les commerçants de fourrures. Dans les années 1780, Chouteau a également eu une relation à long terme avec l'Amérindienne Marie, alors qu'elle était esclave du lieutenant-gouverneur Francisco Cruzat. Ils ont eu deux enfants, Auguste et Victoire. Les enfants de Chouteau avec des femmes amérindiennes ont probablement été émancipés et ont travaillé dans son entreprise de traite de fourrures,.
René-Auguste Chouteau épouse Marie Thérèse, la fille de Jean-Gabriel Cerré, le 21 septembre 1786, à la basilique Saint-Louis, roi de France (alors une église en rondins verticaux, pas l'église actuelle sur le site). Ce mariage apparemment heureux unit les membres des deux principales familles de Saint-Louis.
Son neveu, François Chouteau, est le fondateur de la ville de Kansas City dans le futur État du Missouri.
Après la vente de la Louisiane, en 1803, par Napoléon Ier aux Américains, René-Auguste Chouteau continue à vivre à Saint-Louis dans le négoce de la fourrure.
En mars 1815, le président américain, James Madison, convoque René-Auguste Chouteau ainsi que William Clark, gouverneur du Territoire du Missouri, et Ninian Edwards, gouverneur du Territoire de l'Illinois afin de préparer un accord de paix avec les Sioux sous le nom de traité de Portage des Sioux.
Il est le mentor et conseiller du sénateur Thomas Hart Benton notamment au début de sa carrière comme défenseur juridique des intérêts des Franco-Louisianais.
René-Auguste Chouteau meurt le 24 février 1829. Ses restes furent d'abord inhumés dans les cimetières près de la basilique Saint-Louis, mais furent réinhumés au cimetière Bellefontaine de Saint-Louis.
Après sa mort, Chouteau laisse un héritage considérable dont plusieurs esclaves. 12 d'entre eux reviennent à sa veuve, et 36 autres (dont 17 enfants) sont vendus aux enchères, ce qui rapporte 10 838,88 $ US (équivalent à 310 000 $ en 2023) de recettes, dont la moitié fut versée à sa femme, l'autre moitié étant divisée à parts égales entre leurs sept enfants.

### Sources et bibliographie
- (en) Auguste Chouteau, A Fragment of Col. Auguste Chouteau's Narrative of the Settlement of St. Louis, Saint-Louis, Knapp and Co., 1858 ;
- (en) Paul Edmond Beckwith, Creoles of St. Louis, Saint-Louis, Nixon-Jones, 1893 ;
- (en) Walter Barlow Stevens, St. Louis : The Fourth City, 1764-1911, Saint-Louis, S.J. Clarke Co., 1911 ;
- (en) Kieran Doherty, Ranchers, Homesteaders and Traders : Frontiersmen of the South-Central States ;
- (en) William E. Foley, The First Chouteaus: River Barons of St. Louis, Urbana, University of Illinois Press, 1983 ;
- (en) Shirley Christian, Before Lewis and Clark : The Story of the Chouteaus, the French Dynasty That Ruled America's Frontier, New York, Farrar, Straus and Giroux, 2004 ;
- (en) Stan Hoig, The Chouteaus, First Family of the Fur Trade, Albuquerque, University of New Mexico Press, 2008.